# کانو (مجارستان)
کانو (به مجاری:  Kánó) یک منطقهٔ مسکونی در مجارستان است که در بورشود-آبااوی-زمپلن واقع شده‌است.